# ألكساندرا كراندل
ألكساندرا كراندل (بالإنجليزية: Alexandra Crandell)‏ هي عارضة أمريكية، ولدت في 1988 في ساكرامنتو في الولايات المتحدة.

## وصلات خارجية
- ألكساندرا كراندل على موقع IMDb (الإنجليزية)
- ألكساندرا كراندل على موقع دليل عارضات الأزياء (الإنجليزية)